# Heterocerus mus
Heterocerus mus is een keversoort uit de familie oevergraafkevers (Heteroceridae). De wetenschappelijke naam van de soort is voor het eerst geldig gepubliceerd in 1965 door R. Charpentier.